# Swiss Open Gstaad 1989
Lo Swiss Open Gstaad 1989 è stato un torneo di tennis giocato sulla terra rossa. È la 75ª edizione dell'Swiss Open, che fa parte del Nabisco Grand Prix 1989. Si è giocato al Roy Emerson Arena di Gstaad in Svizzera, dal 10 al 16 luglio 1989.

## Campioni

### Singolare
Carl-Uwe Steeb ha battuto in finale  Magnus Gustafsson con il punteggio di 6–7, 3–6, 6–2, 6–4, 6–2

### Doppio
Cássio Motta /  Todd Witsken hanno battuto in finale  Petr Korda /  Milan Šrejber con il punteggio di 6–4, 6–4